# Haag (Hauzenberg)
Haag ist ein Gemeindeteil der Stadt Hauzenberg im niederbayerischen Landkreis Passau.

## Lage
Das Kirchdorf Haag liegt im Abteiland etwa vier Kilometer südwestlich von Hauzenberg.

## Geschichte
Die ersten Zeichen menschlichen Lebens in der Haager Gegend stammen aus der beginnenden Bronzezeit um 3000 bis 1800 v. Chr. Die Ortschaft Hag mit fünf Gütern erscheint zum ersten Mal im 13. Jahrhundert in den Passauer Urbarien. 1442 erbaute man in Haag eine gotische Kapelle, deren Chorraum in die heutige Kirche als Taufkapelle integriert wurde. Um 1542 unterstanden dem Domkapitel in Haag drei Güter. 1578 verlieh Domdekan Schwartz an den Passauer Bürger Gottfried Hofer und Frau U. Kinder Zehnten in Haag.
Haag unterstand im Hochstift Passau dem Amt Hauzenberg. Es kam nach der Säkularisation in Bayern und Auflösung des Hochstifts schließlich 1806 zum Königreich Bayern. 1821 wurde die erste Schule in Haag gebaut. Ein größeres einstöckiges Schulhaus wurde 1841 errichtet und nach mehreren Umbauten bis 1966 genutzt. 1862 wurde eine wöchentliche Schulmesse eingeführt. 1900 wurde Haag eine Expositur mit eigenem Friedhof, die Erhebung zur Pfarrei erfolgte 1921. Die neu gebaute Kirche wurde 1925 eingeweiht. 
Die Installation des elektrischen Stromes erfolgte in Haag 1921/1922. Von 1965 bis 1966 wurde ein neues Schulhaus erbaut. Politisch gehörte Haag zur Gemeinde Windpassing bis zu deren freiwilligem Zusammenschluss  mit dem damaligen Markt Hauzenberg im Jahr 1976. In einem Gemeinschaftsprojekt zwischen der Stadt Hauzenberg, der Pfarrei Haag und der Direktion für ländliche Entwicklung wurde die alte Schule in Haag zum Gemeindehaus umgebaut.

## Sehenswürdigkeiten
- Pfarrkirche St. Nikolaus. Sie wurde 1923 bis 1925 nach den Plänen von Michael Kurz errichtet.

## Bildung und Erziehung
- Grundschule Haag-Wolkar

## Vereine
- Altenclub Haag
- CSU Ortsverband Haag
- Eisstock-Club 1990 Haag
- Frauenbund Haag von 1976
- Freiwillige Feuerwehr Windpassing-Haag von 1900
- Imkerverein Haag
- Jugendgruppe Haag
- KAB Haag
- Krieger-Soldaten u. Reservistenkameradschaft Haag von 1907
- Siedlerbund/Eigenheimerverein Haag
- Siedlungsschützen Haag
- Sportverein Haag von 1960